# Mistrzostwa Europy w Wioślarstwie 2010
70. Mistrzostwa Europy w Wioślarstwie 2010 – zostały rozegrane między 10 września a 12 września w Montemor-o-Velho w Portugalii.
W mistrzostwach Europy uczestniczyło 603 zawodników z 34 krajów. Rozdanych zostało 22 kompletów medali (14 w konkurencjach dla mężczyzn, 8 w konkurencjach dla kobiet).

## Reprezentacje państw uczestniczących w mistrzostwach
W nawiasach (  ) podano liczbę reprezentantów danego kraju
| - Armenia (3) - Austria (8) - Azerbejdżan (3) - Belgia (8) - Białoruś (20) - Bułgaria (5) - Czechy (32) - Chorwacja (10) - Dania (33) - Estonia (17) - Finlandia (6) - Francja (38) | - Grecja (15) - Hiszpania (15) - Holandia (32) - Irlandia (4) - Izrael (2) - Litwa (5) - Łotwa (1) - Monako (1) - Niemcy (51) - Norwegia (8) - Polska (47) | - Portugalia (22) - Rosja (40) - Rumunia (23) - Serbia (13) - Słowacja (2) - Słowenia (9) - Szwajcaria (12) - Szwecja (7) - Ukraina (37) - Węgry (15) - Włochy (55) |

## Konkurencje
W nawiasach (  ) podano liczbę uczestników danej konkurencji
| - Mężczyźni (412) - M1x (jedynka) (20) - LM1x (jedynka wagi lekkiej) (12) - M2- (dwójka bez sternika) (22) - LM2- (dwójka bez sternika wagi lekkiej) (8) - M2x (dwójka podwójna) (34) - LM2x (dwójka podwójna wagi lekkiej) (40) - M2+ (dwójka ze sternikiem) (9) - M4- (czwórka bez sternika) (48) - LM4- (czwórka bez sternika wagi lekkiej) (52) - M4x (czwórka podwójna) (52) - LM4x (czwórka podwójna wagi lekkiej) (16) - M8+ (ósemka) (72) - LM8+ (ósemka wagi lekkiej) (27) | - Kobiety (198) - W1x (jedynka) (14) - LW1x (jedynka wagi lekkiej) (10) - W2- (dwójka bez sternika) (16) - W2x (dwójka podwójna) (24) - LW2x (dwójka podwójna wagi lekkiej) (24) - W4- (czwórka bez sternika) (8) - W4x (czwórka podwójna) (32) - LW4x (czwórka podwójna wagi lekkiej) (8) - W8+ (ósemka) (72) |

## Medaliści

### Konkurencje mężczyzn
| Konkurencja                                        | Złoto | Srebro | Brąz |
| M1x (jedynka) szczegóły                            | Czechy · Ondřej Synek | Szwecja · Lassi Karonen | Niemcy · Karl Schulze |
| LM1x (jedynka wagi lekkiej) szczegóły              | Włochy · Marcello Miani | Holandia · Jaap Schouten | Słowacja · Lukáš Babač |
| M2- (dwójka bez sternika) szczegóły                | Grecja · Jorgos Dzialas · Janis Christu | Włochy · Lorenzo Carboncini · Niccolò Mornati | Serbia · Marko Marjanović · Nikola Stojić |
| LM2- (dwójka bez sternika wagi lekkiej) szczegóły  | Francja · Fabien Tilliet · Jean-Christophe Bette | Holandia · Joris Pijs · Paul Drewes | Hiszpania · Andreu Castellà Gasparín · Rubén Álvarez Pedrosa |
| M2x (dwójka podwójna) szczegóły                    | Francja · Cédric Berrest · Julien Bahain | Estonia · Allar Raja · Kaspar Taimsoo | Czechy · Petr Vitásek · David Jirka |
| LM2x (dwójka podwójna wagi lekkiej) szczegóły      | Niemcy · Linus Lichtschlag · Lars Hartig | Portugalia · Pedro Fraga · Nuno Mendes | Francja · Jérémie Azou · Remi Di Girolamo |
| M2+ (dwójka ze sternikiem) szczegóły               | Białoruś · Wadzim Lalin · Alaksandr Kazubouski · Piotr Piatrynicz | Włochy · Simone Ponti · Mario Palmisano · Andrea Lenzi | Czechy · Jakub Houška · Jakub Makovička · Oldřich Hejdušek |
| M4- (czwórka bez sternika) szczegóły               | Niemcy · René Bertram · Jochen Urban · Urs Käufer · Florian Eichner | Grecja · Janis Tsilis · Sterjos Papachristos · Nikolaos Gundulas · Apostolos Gundulas                                                                                   | Czechy · Jan Gruber · Milan Doleček · Milan Bruncvík · Michal Horváth |
| LM4- (czwórka bez sternika wagi lekkiej) szczegóły | Niemcy · Bastian Seibt · Jost Schömann-Finck · Jochen Kühner · Martin Kühner                                                                                                 | Polska · Łukasz Pawłowski · Łukasz Siemion · Miłosz Bernatajtys · Paweł Rańda                                                                                           | Szwajcaria · Simon Schürch · Lucas Tramer · Simon Niepmann · Mario Gyr |
| M4x (czwórka podwójna) szczegóły                   | Polska · Konrad Wasielewski · Marek Kolbowicz · Michał Jeliński · Adam Korol                                                                                                 | Chorwacja · David Šain · Martin Sinković · Damir Martin · Valent Sinković                                                                                               | Ukraina · Wołodymyr Pawłowśkyj · Serhij Hryń · Serhij Biłouszczenko · Iwan Dowhod´ko                                                                                             |
| LM4x (czwórka podwójna wagi lekkiej) szczegóły     | Włochy · Franco Sancassani · Pietro Ruta · Fabrizio Gabriele · Stefano Basalini                                                                                              | Dania · Steffen Jensen · Martin Batenburg · Christian Nielsen · Hans Christian Sørensen                                                                                 | Francja · Pierre-Étienne Pollez · Stany Delayre · Alexandre Pilat · Fabien Dufour                                                                                                |
| M8+ (ósemka) szczegóły                             | Niemcy · Gregor Hauffe · Maximilian Reinelt · Kristof Wilke · Florian Mennigen · Richard Schmidt · Lukas Müller · Toni Seifert · Sebastian Schmidt · Martin Sauer            | Polska · Rafał Hejmej · Jarosław Godek · Piotr Hojka · Krystian Aranowski · Michał Szpakowski · Marcin Brzeziński · Piotr Juszczak · Mikołaj Burda · Daniel Trojanowski | Ukraina · Andrij Pryweda · Wiktor Hrebennykow · Anton Cholaznykow · Dmytro Prokopenko · Ołeh Łykow · Wałentyn Kłećkoj · Andrij Szpak · Serhij Czykanow · Ołeksandr Konowaluk     |
| LM8+ (ósemka wagi lekkiej) szczegóły               | Włochy · Luigi Scala · Davide Riccardi · Luca De Maria · Armando Dell’Aquila · Emiliano Ceccatelli · Gennaro Gallo · Livio La Padula · Bruno Mascarenhas · Vincenzo Di Palma | Dania · Anders Hansen · Lasse Dittmann · Sophus Johannesen · Jens Nielsen · Daniel Zielinski · Thorbjørn Patscheider · Jacob Barsøe · Martin Kristensen · Emil Blach    | Portugalia · João Gabriel · Manuel Ferreira · Octavio Barbosa Ribeiro · João Rodrigues · Pedro Vitor · Jorge Correia Carvalho · João Costa Amorim · Ricardo Carraco · Rui Torres |

### Konkurencje kobiet
| Konkurencja                                    | Złoto | Srebro | Brąz |
| W1x (jedynka) szczegóły                        | Białoruś · Kaciaryna Karsten | Czechy · Miroslava Knapková | Szwecja · Frida Svensson |
| LW1x (jedynka wagi lekkiej) szczegóły          | Niemcy · Marie-Louise Dräger | Austria · Michaela Taupe-Traer | Włochy · Laura Milani |
| W2- (dwójka bez sternika) szczegóły            | Rumunia · Camelia Lupascu · Nicoleta Albu | Niemcy · Kerstin Hartmann · Marlene Sinnig | Chorwacja · Sonja Kešerac · Maja Anić |
| W2x (dwójka podwójna) szczegóły                | Niemcy · Annekatrin Thiele · Stephanie Schiller | Polska · Magdalena Fularczyk · Julia Michalska | Włochy · Laura Schiavone · Elisabetta Sancassani |
| LW2x (dwójka podwójna wagi lekkiej) szczegóły  | Grecja · Christina Jazidzidu · Aleksandra Tsiawu | Polska · Magdalena Kemnitz · Agnieszka Renc | Niemcy · Daniela Reimer · Anja Noske |
| W4- (czwórka bez sternika) szczegóły           | Białoruś · Hanna Haura · Natalla Hielach · Natalla Haurylenka · Zinaida Kluczynska                                                                                      | Włochy · Samanta Molina · Gioia Sacco · Claudia Wurzel · Valentina Calabrese | |
| W4x (czwórka podwójna) szczegóły               | Ukraina · Kateryna Tarasenko · Ołena Buriak · Anastasija Kożenkowa · Jana Dementjewa                                                                                    | Niemcy · Britta Oppelt · Carina Bär · Tina Manker · Julia Richter | Szwajcaria · Regina Naunheim · Nora Fiechter · Katja Hauser · Martina Ernst                                                                                     |
| LW4x (czwórka podwójna wagi lekkiej) szczegóły | Włochy · Enrica Marasca · Giulia Pollini · Eleonora Trivella · Erika Bello                                                                                              | Dania · Christina Pultz · Marie Gottlieb · Mia Espersen · Sarah Christensen | |
| W8+ (ósemka) szczegóły                         | Rumunia · Roxana Cogianu · Ionelia Zaharia · Maria Diana Bursuc · Ioana Craciun · Adelina Cojocariu · Nicoleta Albu · Camelia Lupascu · Eniko Mironcic · Teodora Stoica | Holandia · Kirsten Wielaard · Claudia Belderbos · Roline Repelaer van Driel · Sytske de Groot · Chantal Achterberg · Nienke Kingma · Carline Bouw · Femke Dekker · Anne Schellekens | Niemcy · Eva Paus · Anika Kniest · Constanze Siering · Silke Günther · Kathrin Thiem · Ulrike Sennewald · Nina Wengert · Anna-Maria Kipphardt · Laura Schwensen |

## Klasyfikacja medalowa
| Lp. | Państwo    |   |   |   | Razem |
| --- | ---------- | - | - | - | ----- |
| 1.  | Niemcy     | 6 | 2 | 3 | 11    |
| 2.  | Włochy     | 4 | 3 | 2 | 9     |
| 3.  | Białoruś   | 3 |   |   | 3     |
| 4.  | Grecja     | 2 | 1 |   | 3     |
| 5.  | Francja    | 2 |   | 2 | 4     |
| 6.  | Rumunia    | 2 |   |   | 2     |
| 7.  | Polska     | 1 | 4 |   | 5     |
| 8.  | Czechy     | 1 | 1 | 3 | 5     |
| 9.  | Ukraina    | 1 |   | 2 | 3     |
| 10. | Holandia   |   | 3 |   | 3     |
| 10. | Dania      |   | 3 |   | 3     |
| 12. | Szwecja    |   | 1 | 1 | 2     |
| 12. | Portugalia |   | 1 | 1 | 2     |
| 12. | Chorwacja  |   | 1 | 1 | 2     |
| 15. | Szwajcaria |   |   | 2 | 2     |
| 16. | Austria    |   | 1 |   | 1     |
| 16. | Estonia    |   | 1 |   | 1     |
| 18. | Słowacja   |   |   | 1 | 1     |
| 18. | Hiszpania  |   |   | 1 | 1     |
| 18. | Serbia     |   |   | 1 | 1     |